# Vicia assyriaca
Vicia assyriaca — вид квіткових рослин з родини бобових (Fabaceae). Ареал охоплює такі країни: Іран, Ірак, Ізраїль, Йорданія, Ліван, Палестина, Сирія, Туреччина.

## Середовище
Висота проживання: 600–2000 метрів. Vicia assyriaca зустрічається на пасовищах, сільськогосподарських і порушених ділянках і, схоже, не має чітких ґрунтових уподобань; цвіте з квітня по червень. Згідно з даними Турецької служби даних рослин, вона зустрічається в соснових лісах, чагарниках, вапнякових схилах та луках. Види роду Vicia зазвичай погано реагують на випас худоби, тому надмірний випас може негативно вплинути на цей вид. Однак масштаби цієї потенційної загрози невідомі. Будь-які додаткові загрози для цього виду залишаються невідомими.

## Використання
Vicia assyriaca не має відомих конкретних застосувань, але її можуть випасати дикі та одомашнені види, оскільки вона зустрічається на пасовищах та в сільськогосподарських маргінальних середовищах існування.